# Bandits de Heishan
Les Bandits de Heishan ou bandits de la montagne Noire (chinois : 黑山賊 ; pinyin : Hēishān zéi) sont un groupe de hors-la-loi présent dans la région des monts Taihang, en Chine, durant la fin de la dynastie Han. Ils ont leur part de responsabilité dans les querelles intestines qui accompagnent la fin chaotique de la dynastie Han et finissent par se rendre au Seigneur de guerre Cao Cao.

## Histoire
Lorsque le contrôle du gouvernement central se relâche en raison des répercussions de la rébellion des Turbans jaunes, des groupes de bandits et de rebelles apparaissent dans tout l'empire Han. Un de ces groupes de bandits est dirigé par Zhang Niujue (張牛角), alias Zhang Corne-De-Bœuf. Zhang et ses hommes n'ont aucun lien avec les Turbans jaunes; ce qui ne les empêche pas de prendre le pouvoir dans la région des collines des monts Taihang et de piller les régions occidentales de la plaine du Nord de la Chine. En 185, Zhang Niujue et un autre bandit nommé Chu Yan (褚燕) s’associent pour piller la ville de Yingtao (癭陶). Zhang Niujue est tué lors d'une escarmouche et ses hommes se mettent au service de Chu Yan, afin de respecter les dernières volontés du défunt. Pour honorer la mémoire de son collègue mort au combat, Chu Yan change son nom en Zhang et se fait appeler Zhang Yan. Rapidement, il devient le chef nominal de tous les bandits opérant à l’est des monts Taihang, formant une confédération de brigands appelée les "Bandits de Heishan". Le nombre de bandits sous ses ordres augmente régulièrement, au point qu'il est supposé avoir un million d'hommes sous ses ordres. Ils effectuent des raids dans les commanderies de Changshan (常山), Zhao (趙), Zhongshan (中山), Shangdang (上黨) et Henei (河內). Incapable de contrôler la situation, le gouvernement accepte une reddition purement nominale et offre aux bandits des postes dans l'administration. Cette pseudo-reddition dure peu de temps, car dès que le gouvernement central tombe sous le contrôle chaotique de Dong Zhuo en 189, les bandits de Heishan retournent à leurs anciennes activités.
Après l'échec de la campagne contre Dong Zhuo, la Chine sombre dans le chaos et le pays est déchiré par une guerre civile qui oppose les différents seigneurs de guerre. Dans un premier temps, Zhang Yan et les bandits de Heishan semblent se ranger du côté de Gongsun Zan et attaquent les commanderies qui sont sous le contrôle des ennemis de ce dernier. En 191 les hommes de Zhang Yan attaquent la Commanderie de Dong (東郡) qui est sous le contrôle de Cao Cao; un seigneur de guerre alors allié à Yuan Shao. Après quelques combats, Cao les repousse. Au début de l'an 193, les bandits et une troupe composée de Xiongnu du Sud dirigée par Yufuluo, rejoignent Yuan Shu à Chenliu (陳留) pour l'aider. En effet, Shu a été chassé de son fief de Nanyang (南陽) par Liu Biao, un autre allié de Yuan Shao. Chenliu faisant également partie du fief de Cao Cao, ce dernier prend la tête d'une armée, défait rapidement cette alliance et chasse Yuan Shu vers le sud. Plus tard, les bandits de Heishan, dirigés par Du Yu (于毒) et rejoints par des rebelles locaux, attaquent la ville de Ye, qui est à la fois la capitale de la Commanderie de Wei (魏郡) et un fief de Yuan Shao. Li Cheng (栗成), le Grand administrateur (太守) de la ville, est tué dans les combats,. Cette nouvelle attaque provoque la fureur de Yuan Shao, qui déclenche immédiatement des représailles. Il prend la tête d'une armée et dirige personnellement une campagne visant à détruire les bandits, qui se conclut par la mort de Du Yu et de nombreux autres dirigeants de la Confédération de brigands. Mais malgré tous ses efforts, Yuan Shao est incapable de vaincre Zhang Yan, qui bénéficie du soutien de différents groupes de tribus Xiongnu et Wuhuan. Après de lourdes pertes dans les deux camps, les belligérants se retirent.
La campagne de Yuan Shao a tout de même eu pour effet de diminuer la puissance des bandits, qui sont alors dans l'incapacité de lancer des raids vers le Sud. Mais malgré leur affaiblissement, Zhang Yan et ses hommes continuent d'occuper le nord de la commanderie de Changshan. En 199, Zhang Yan répond à l'appel à l'aide de Gongsun Zan, qui tente de vaincre Yuan Shao lors de la bataille de la bataille de Yijing, mais son groupe de bandits n'a pas les moyens militaires nécessaires pour percer les rangs de la puissante armée de Yuan Shao. Malgré ses efforts, Yan ne peut rien faire, à part être témoin de la défaite et de la mort de Gongsun Zan. En 205, Cao Cao rompt ses liens avec le clan Yuan et se pose en ennemi direct de Yuan Shao. Peu après, Zhang Yan et ses hommes font leur soumission à Cao.

## Noms des bandits
Comme les membres de la Confédération sont des hors-la-Loi, beaucoup d'entre eux utilisent des surnoms, choisis d’après le trait de caractère ou la caractéristique physique qui les définissent le mieux. Certains de ces noms peuvent également être leur véritable nom. Chaque traduction essaye de coller au mieux avec le nom ou surnom d'origine.
- Boque (白雀, Moineau Blanc)
- Bo Rao (白繞, Cercles Blancs)
- Fuyun (浮雲, Nuage Flottant)
- Guo Daxian (郭大賢, Guo Grande-Vertu)
- Huanglong (黃龍, Dragon Jaune)
- Kujiu (苦蝤, Larve Sèche) - Ce surnom vient peut-être de la calvitie du bandit
- Li Damu (李大目, Li-Les-Gros-Yeux)
- Liu Shi (劉石)
- Luoshi (羅市)[8]
- Pinghan Daji (平漢大計, Grand Dessin de Pacification du Han) Par "Pacification du Han", il faut comprendre "Pacification de la Chine"
- Qing Niujue (青牛角, Corne-De-Bœuf-Verte)
- Sili Yuancheng (司隸掾城, Directeur des Vassaux Qui Mesurent les Murs de la Ville)
- Sui Gu (Regard Fixe)
- Sun Qing (孫輕)[9]
- Tao Sheng (陶升)[10]
- Wang Dang (王當)
- Wulu (五鹿, Cinq Cerfs) - Ce surnom vient peut-être d'un objet qu'il porte sur lui
- Yang Feng (楊鳳)
- Yu Digen (于羝根) - D'après le surnom, il devait avoir une importante pilosité soit au niveau du visage, soit au niveau du pubis[11]
- Yu Du (于毒,Yu le Poison)
- Zhang Niujue (張牛角, Zhang Corne-de-Bœuf)
- Zhang Leigong (張雷公, Zhang Seigneur du Tonnerre) - surnom venant probablement de sa voix grave
- Zhang Yan (alias Zhang Qui Avale Au Vol)) - surnom venant probablement de son agilité
- Zuo Zizhangba (左髭丈八, Zuo à la Moustache-de-Huit-Pieds)
- Zuoxiao (左校, Mur de la Gauche) - surnom venant probablement du titre de l'officier chargé de la surveillance des condamnés aux travaux forcés pour le compte de l'Architecte de la Cour